# Universal serial bus
Universal serial bus (universele seriële bus), meestal aangeduid met het initiaalwoord USB, is een standaard voor de aansluiting van randapparatuur op computers, het verbinden van mobiele telefoons met opladers enz..
De USB-standaard vervangt de langzamere parallelle en seriële poorten, met als belangrijkste reden dat de snelheid van gegevensoverdracht met USB veel groter is. De standaard is vastgesteld door Intel en protocolversie 1.0 werd in 1996 geïntroduceerd. Met behulp van de gestandaardiseerde USB-poort konden hardwarefabrikanten producten maken die compatibel waren met zowel pc's als Macs. Naast randapparatuur voor computers worden verschillende typen microcontrollers voorzien van een USB-poort, bijvoorbeeld om hun toepassing binnen computers en embedded systems te vereenvoudigen.
Een bijkomend voordeel van USB is, dat deze de stroomvoorziening van de aangesloten randapparatuur kan verzorgen. Ook kan USB-apparatuur aangesloten worden zonder de computer te hoeven herstarten — dit wordt hotplugging genoemd.
Hoewel in de naam het woord bus voorkomt, is USB strikt genomen geen bus, omdat er zonder hub maar één apparaat per poort aangesloten kan worden.
FireWire was een alternatief voor USB als het ging om het aansluiten van apparatuur die een hoge kanaalcapaciteit vereist, zoals externe harddisks en videocamera's. Met de komst van USB 3.0 is FireWire overbodig geworden.

## Doelen
De ontwerpers van USB hadden zich een aantal doelen gesteld:
- Het moest een degelijke, goedkope poort worden die ook voor goedkope randapparatuur als muizen gebruikt kon worden.
- De kosten van de bekabeling en connectors mochten niet hoog zijn.
- De constructie moest zo zijn, dat foutieve aansluiting uitgesloten was.
- Er moesten veel apparaten tegelijk via USB aangesloten kunnen worden.
- USB moest voldoende snelheid bieden om printers en andere snelle apparatuur als harde schijven aan te kunnen sluiten.

De achterliggende doelstelling is alle afzonderlijke poorten van een pc door één enkele standaard te vervangen.

## Varianten
Via de USB-kabel kan het aangesloten apparaat van voedingsstroom worden voorzien. USB 2.0 levert maximaal 500 mA (bij 5 V) en dat is genoeg voor eenvoudige apparaten, zoals een muis. USB 3.0 en 3.1 leveren respectievelijk maximaal 900 en 2000 mA. Apparaten die meer vermogen vergen, moeten een eigen voeding hebben.
Er zijn acht USB-versies:
| Versie      | Snelheid   | Naam        | Andere naam     | Jaar van uitkomst | Kleur                                         | Stroom            |
| ----------- | ---------- | ----------- | --------------- | ----------------- | --------------------------------------------- | ----------------- |
| USB 1.0     | 1,5 Mbit/s | LowSpeed    |                 | 1996              | Wit                                           | 500 mA            |
| USB 1.1     | 12 Mbit/s  | FullSpeed   | Universal       | 1998              | Wit                                           | 500 mA            |
| USB 2.0     | 480 Mbit/s | HighSpeed   | Enhanced        | 2000              | Zwart                                         | 500 mA            |
| USB 3.0     | 5 Gbit/s   | SuperSpeed  | USB 3.1 Gen 1   | 2008              | Zwart (SS) of blauw of geel of groen          | 900 mA            |
| USB 3.1     | 10 Gbit/s  | SuperSpeed+ | USB 3.1 Gen 2   | 2013              | Niet vastgesteld (kan variëren per fabrikant) | 2000 mA           |
| USB 3.2     | 20 Gbit/s  |             | USB 3.2 Gen 2x2 | 2017              |                                               | 2000 mA           |
| USB 4.0     | 40 Gbit/s  |             | USB 4 versie 1  | 2019              |                                               |                   |
| USB 4.0 2.0 | 80 Gbit/s  |             | USB 4 versie 2  | 2022              |                                               | 5A 48V 240W PD3.1 |

Dit zijn theoretische snelheden, die in de praktijk vaak niet worden gehaald.

## Eigenschappen
De USB 3.x-variant heeft een stekker met extra aansluitingen om de hoge snelheid te kunnen halen. De extra aansluitingen zijn zodanig in de stekker verwerkt, dat ook oudere stekkers nog passen. De USB 3.x-kabel heeft 9 aders in plaats van 4 bij de oude kabel.
Het is ook mogelijk om een USB-stekker te combineren met een SATA-aansluiting, daartoe bestaan verschillende initiatieven.
Inmiddels bestaat ook de draadloze variant van USB, genaamd Wireless USB (WUSB of USB 2.1), die een radiofrequentie gebruikt om te communiceren. WUSB is bruikbaar tot een afstand van 3 tot 10 meter, met een snelheid van 480 Mbit/s bij 3 meter tot 110 Mbit/s bij 10 meter. WUSB gebruikt encryptie.
Enkele eigenschappen van USB zijn:
- De computer is de host.
- USB-kabels mogen maximaal 5 meter lang zijn. Deze lengte is door de tussenkomst van hubs te vergroten tot maximaal 30 meter. Voor USB-apparaten die werken volgens de USB 1.1-standaard bedraagt de maximale kabellengte 18 meter (6×3 meter).[5]
- USB-apparaten kunnen worden aangesloten zonder de computer opnieuw te moeten opstarten en functioneren na aansluiting direct (hotpluggable/hotswappable).
- Er kunnen maximaal 127 apparaten op een USB-hostcontroller worden aangesloten. Het aanbod van USB-poorten kan worden uitgebreid met een USB-hub.
- Elke USB-hostcontroller kan een totale voedingsstroom van maximaal 500 mA leveren. Als het totale stroomverbruik hoger is, is een aparte voeding noodzakelijk.

## Connectoren (stekkers)

|                                                       | USB 1.x en USB 2.x | USB 3.x | Bijzonderheden                                      |
| ----------------------------------------------------- | ------------------ | ------- | --------------------------------------------------- |
| A-stekker computerzijde netvoedingsapparaat           |                    |         |                                                     |
| B-stekker printer externe harde schijf RS232-adapter  |                    |         |                                                     |
| mini-B-stekker scanner muis gps-ontvanger e-dentifier |                    |         |                                                     |
| micro-B-stekker powerbank videokaart e-reader         |                    |         |                                                     |
| C-stekker                                             |                    |         | Zie USB-C voor het hoofdartikel over dit onderwerp. |

## Toepassingen
Voorbeelden van randapparatuur die door middel van USB aangesloten kan zijn:
- muis (vast aangesloten snoer)
- toetsenbord  (vast aangesloten snoer)
- printer (meestal USB-B)
- scanner (meestal mini-USB-B)
- externe harde schijf
- externe audio-interface
- digitale camera (verschillende stekkers mogelijk)
- webcam
- netwerk, hetzij direct, hetzij door een ethernetadapter aan te sluiten;
- luidspreker
- infraroodontvanger voor bijvoorbeeld een afstandsbediening of draadloze muis of toetsenbord
- Een smartphone kan tijdelijk worden aangesloten en zich dan voordoen als extern geheugen, om gegevens uit te wisselen, micro-USB-B of anders

Kleine apparatuur die één geheel vormt met de USB-A-stekker:
- geheugenstick
- modem met zender en ontvanger voor mobiel internet
- bluetoothdongle
- hardwaresleutel
- externe geluidskaart
- radio-ontvanger
- televisieontvanger of een videocapturer
- DVB-T-ontvanger
- ontvanger voor draadloze muis of draadloos toetsenbord

Door alleen de 5V-voeding te gebruiken kunnen diverse kleine apparaatjes gebruikt worden
- leds  (vast aangesloten snoer)
- powerbanks (micro-USB-B)
- USB-ventilatoren   (vast aangesloten snoer)
- laden van mobiele telefoon (verschillende stekkers mogelijk)

De twee data-aders worden dan niet gebruikt. Een computer is zelfs niet nodig: er bestaan voor dit doel netstekkers met een USB-A-aansluiting, die de netspanning of de spanning van een auto-accu omzetten in 5 volt.

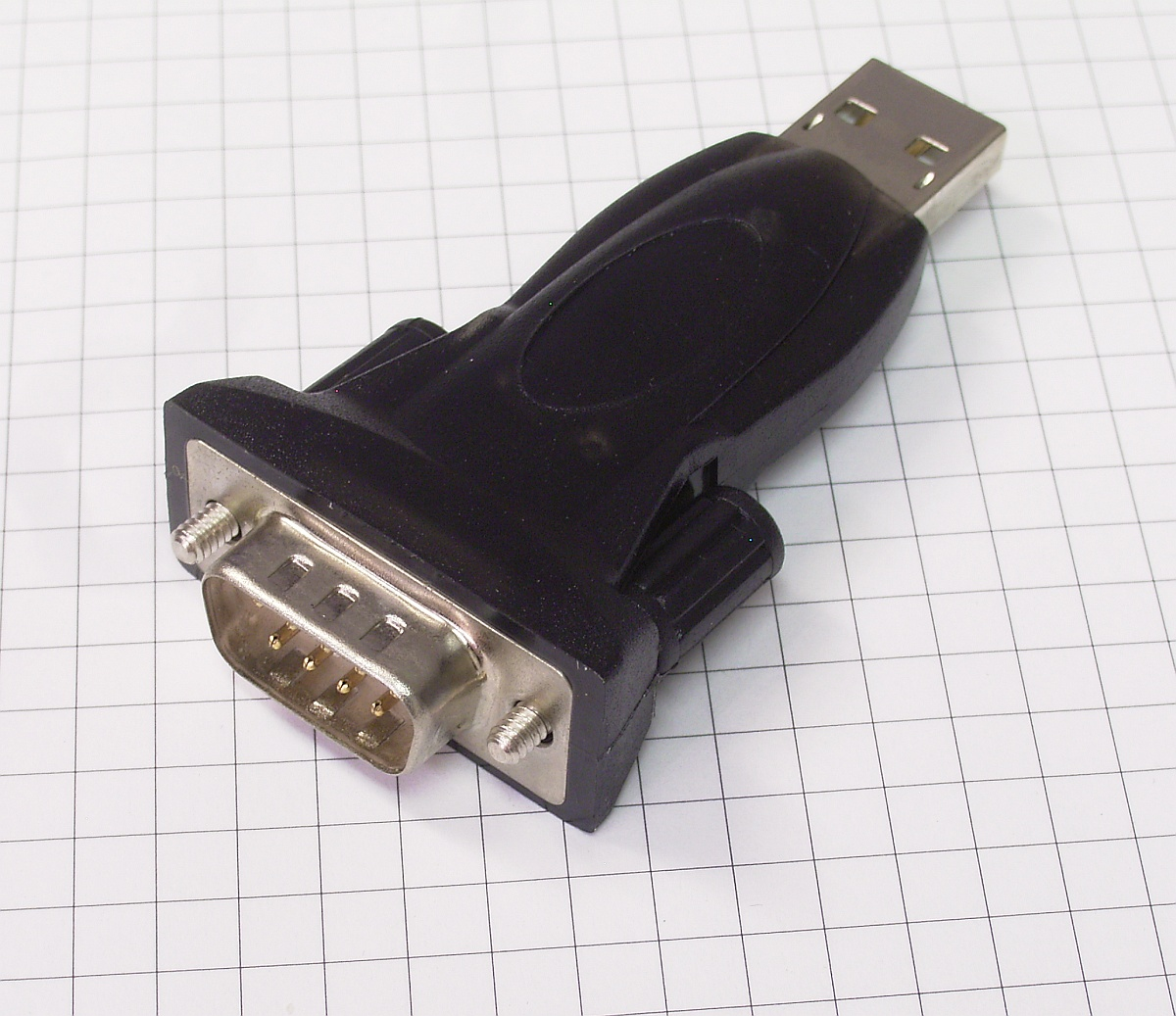
Een USB-adapter voor een seriële poort

Adapters maken het mogelijk dat oude apparaten zonder USB via een verloopkabel of een adapter toch gebruikt kunnen worden. Enkele voorbeelden van USB-adapters:
- USB-adapter voor een PS/2-interface, onder andere voor (oude) muizen en toetsenborden
- USB-adapter voor een seriële poort, onder andere voor modems en technische apparatuur
- USB-adapter voor een parallelle poort, onder andere voor (oude) printers
- USB-adapter voor een gamepoort, voor het aansluiten van een analoge joystick
- USB-adapter voor een IDE- of SATA-aansluiting, om een harde schijf aan te sluiten
- USB-adapter voor een FireWire-aansluiting
- USB-adapter om telefoons of spelcomputers te verbinden met een gewone computer
- USB-USB-adapter, soms ook USB-netwerk genoemd. Deze maakt het mogelijk om twee computers met elkaar te verbinden. Een van de computers gebruikt een programma waardoor hij zich voordoet alsof hij een externe harde schijf is. De andere computer kan dan de bestanden zien (en ook lezen en schrijven) op de eerste computer. Bij televisies met een USB-aansluiting kunnen met zo'n USB-USB-adapter foto's en films bekeken worden die op een computer staan. Het nadeel is dat er een speciaal programma gestart moet worden. Veelal wordt daarom liever een externe harde schijf gebruikt. Voor het afspelen van foto's en films op een televisie geeft een HDMI-verbinding een zeer goede digitale videoverbinding. Sommige televisies hebben bluetooth, waarmee nog gemakkelijker foto's en films van een computer bekeken kunnen worden.

### Draagbare harde schijf
Verschillende draagbare of mobiele harde schijven in de 2,5 inch-uitvoering, zoals deze ook in laptops worden gebruikt, hebben geen extra stroomvoorziening nodig, en kunnen zo op een USB-poort aangesloten worden. De 3,5 inch-versie, die in de meeste desktops wordt gebruikt, heeft wel een externe voeding nodig. Ter bescherming worden externe schijven voorzien van een plastic of metalen (bijvoorbeeld aluminium) behuizing.
Draagbare harde schijven gebruiken vrijwel allemaal meer dan de 500 mA die de (USB-)standaard voorschrijft. Daarom wordt er soms bij de draagbare harde schijven een kabeltje meegeleverd met twee USB-stekkers. De tweede stekker dient dan om extra stroom van een tweede USB-poort te kunnen gebruiken. Bij oudere computers en bij andere apparatuur dan computers (bijvoorbeeld televisies of tablets), kan het voorkomen dat de USB-standaard strikt wordt nageleefd en de USB maximaal 500 mA levert. Een USB-schijf werkt dan niet zonder een extra USB-poort of een externe voeding. Bij veel moderne computers en laptops biedt de USB-poort al meer stroom dan de standaard, rekening houdend met externe harde schijven.
USB-sticks kennen dit euvel niet. Een USB-stick is gebaseerd op flashgeheugen. Hij heeft geen bewegende onderdelen en gebruikt veel minder stroom. Hij heeft minder opslagcapaciteit en is per bit opslagcapaciteit duurder.
Draagbare harde schijven en USB-sticks worden gebruikt
- als back-up;
- als extra uitbreiding van de opslagruimte;
- voor datatransport (tussen computers of bijvoorbeeld van computer naar een mediaspeler);
- als opstartschijf om een computer op te starten met een besturingssysteem.

Al deze functies zijn te combineren.

### Aansluiting op moederbord
Een moederbord heeft meestal een of meer headers waarmee twee USB-aansluitingen (hieronder geel en roze) op het voorpaneel kunnen worden aangesloten. De volgorde van de pennen is hierbij niet gestandaardiseerd. De volgende indelingen komen voor:
| Vcc | D- | D+ | GND |
| Vcc | D- | D+ | GND |

| Vcc | D- | D+ | GND |
| GND | D+ | D- | Vcc |

| Vcc | D- | D+ | GND | n.c. |
| Vcc | D- | D+ | GND | key  |

De eerste indeling geeft een eenvoudiger ontwerp van het moederbord. Bij de tweede indeling is het niet mogelijk de stekker verkeerd aan te sluiten. De derde indeling combineert beide voordelen en is compatibel met de eerste. De onderlinge afstand tussen de pennen is 1/10 inch of 2,54 mm, een zeer gebruikelijke afstand bij elektronische schakelingen. Bij alle drie indelingen is het echter nodig dat de stekker in de systeemkast dezelfde indeling gebruikt als de header op het moederbord. Het gevolg is dat veel fabrikanten van computerkasten kiezen voor acht eenpolige stekkertjes. Die eenpolige stekkertjes passen, als ze niet te dik zijn, ook op de hieronder getoonde grotere header van USB 3.0.
Voor USB 3.0 is een grotere header nodig:
| D+   | D- | GND | SSTX+ | SSTX- | GND   | SSRX+ | SSRX- | Vcc   | key |
| n.c. | D+ | D-  | GND   | SSTX+ | SSTX- | GND   | SSRX+ | SSRX- | Vcc |

De onderlinge afstand tussen de pennen is 2 mm, dus minder dan de gebruikelijke 1/10" (2,54 mm).
- n.c. - not connected - pen heeft geen functie
- key - pen ontbreekt, dit verhindert verkeerd aansluiten

## Techniek
Met USB zijn er meer mogelijkheden dan met een parallelle poort of een seriële poort, terwijl er minder draden worden gebruikt. Dit wordt mogelijk gemaakt door het USB-protocol.
Een USB-verbinding bestaat uit vier aders:
- +5 volt (rood)
- nul (zwart)
- differential data D- (wit)
- differential data D+ (groen)

De twee data-aders worden als getwist paar gebruikt om differentieel data te versturen: bij een '0' wordt de spanning op de pen voor D- hoger gemaakt dan de spanning op de pen voor D+, en voor een '1' wordt de spanning op de pin voor D- lager gemaakt dan de spanning op de pen voor D+. Voor low speed (1,5 Mbit/s) en full speed (12 Mbit/s) moet de zender zorgen voor een spanning van minstens 2,5 volt tussen de D-- en D+-pennen, terwijl voor high speed (480 Mbit/s) de zender moet zorgen voor een stroom van 17,8 mA.
Deze bus wordt gebruikt om datapakketten over te sturen, niet alleen voor de daadwerkelijke dataoverdracht, maar ook voor besturingsinformatie. De host is de baas over de bus en neemt het initiatief voor alle dataoverdracht.